# Crescentaleyrodes
Crescentaleyrodes es un género de hemíptero de la familia Aleyrodidae, con una subfamilia: Aleyrodinae.

## Especies
Las especies de este género son:
- Crescentaleyrodes fumipennis (Hempel, 1899)
- Crescentaleyrodes monodi (Cohic, 1969)
- Crescentaleyrodes paulianae (Cohic, 1969)
- Crescentaleyrodes semilunaris (Corbett, 1926)
- Crescentaleyrodes vetiveriae Dubey & Ko, 2006